# 마쓰마에 요시히로 (10대)
마쓰마에 요시히로(일본어: 松前良廣, まつまえ よしひろ, 1823년 7월 1일 ~ 1839년 10월 1일)는 일본 에도 시대의 다이묘로, 마쓰마에번의 10대 번주이다.
마쓰마에번의 9대 번주 마쓰마에 아키히로(松前章廣)의 차남 마쓰마에 지카히로(松前見廣)의 장남으로 태어났다. 1827년, 아버지가 죽고, 1834년에는 할아버지마저 죽자 그 뒤를 이어 번주가 되었으나, 그도 1839년에 사망하였다. 후사가 없어 동생 마사히로(昌廣)가 뒤를 이었다.
| 전임 마쓰마에 아키히로 | 제10대 마쓰마에번 번주 1834년 ~ 1839년 | 후임 마쓰마에 마사히로 |